# Popivți, Zalișciîkî
Popivți (în ucraineană Попівці) este un sat în comuna Koșîlivți din raionul Zalișciîkî, regiunea Ternopil, Ucraina.

## Demografie
Componența lingvistică a localității Popivți
     Ucraineană (99,81%)
     Alte limbi (0,19%)
Conform recensământului din 2001, majoritatea populației localității Popivți era vorbitoare de ucraineană (99,81%), existând în minoritate și vorbitori de alte limbi.